# إدوارد سيمبسون
إدوارد سيمبسون (5 مارس 1867 في المملكة المتحدة - 20 مارس 1944) (بالإنجليزية: Edward Simpson)‏ هو لاعب كريكت بريطاني وبريطاني (وحمل سابقاً جنسية المملكة المتحدة لبريطانيا العظمى وأيرلندا).